# Santa-Reparata-di-Balagna
Santa-Reparata-di-Balagna (korsisch Santa Riparata di Balagna; italienisch Santa Reparata di Balagna) ist eine Gemeinde in der Balagne auf der französischen Mittelmeerinsel Korsika. Sie gehört zum Département Haute-Corse, zum Arrondissement Calvi und zum Kanton L’Île-Rousse. Sie grenzt im Norden an L’Île-Rousse, im Nordosten an Monticello, im Südosten an Speloncato, im Süden an Feliceto, im Südwesten an Sant’Antonino, im Westen an Aregno und im Nordwesten an Corbara.
Im Südosten hat die Gemeindegemarkung einen Anteil am Bergsee Lac de Codole. Das Siedlungsgebiet liegt durchschnittlich auf 150 Metern über dem Meeresspiegel und besteht aus den Dörfern Santa-Reparata-di-Balagna, Palmento und Occiglioni. Der nächste Bahnhof befindet sich in L’Île-Rousse und wird von den Chemins de fer de la Corse betrieben.

## Geschichte
In Occiglioni lag in der Antike die phönizische Siedlung Agilla.

## Bevölkerungsentwicklung
| Jahr      | 1962 | 1968 | 1975 | 1982 | 1990 | 1999 | 2008 | 2012 |
| --------- | ---- | ---- | ---- | ---- | ---- | ---- | ---- | ---- |
| Einwohner | 439  | 477  | 539  | 643  | 784  | 838  | 969  | 1007 |

## Sehenswürdigkeiten
- Kirche Santa-Riparata
- Kirche Saint-Roch im Ortsteil Occiglioni
- Verkündigungskapelle (Chapelle de l'Annonciade) im Ortsteil Palmento
- Kapelle Sainte-Marie im Ortsteil Alzia
- Bruderschaftskapelle (Chapelle de confrérie) im Ortsteil Saint-Antoine
- Kapelle San-Bernardino im Ortsteil San Bernardinu

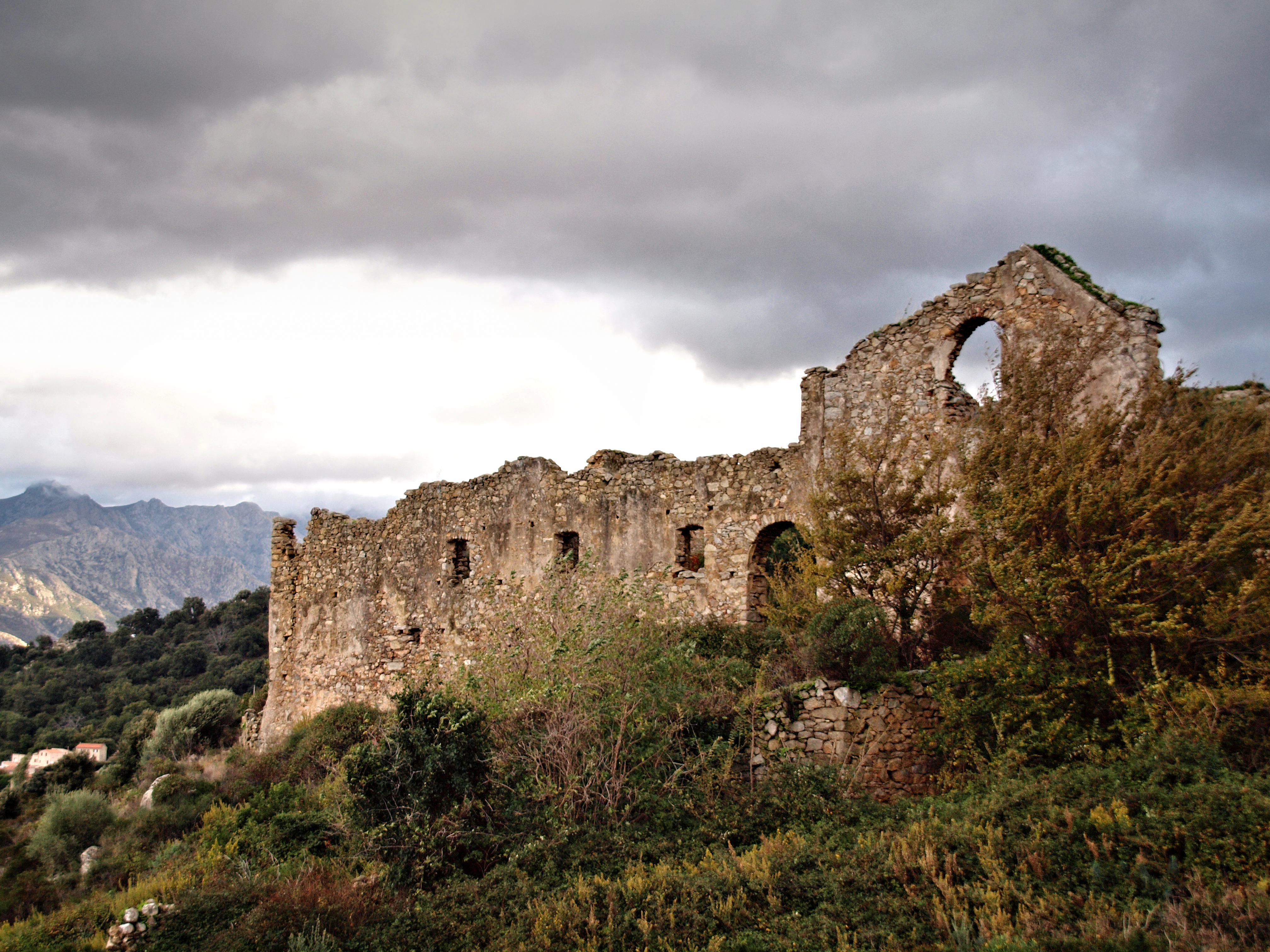
Ruinen des ehemaligen Konvents Sant Angelo
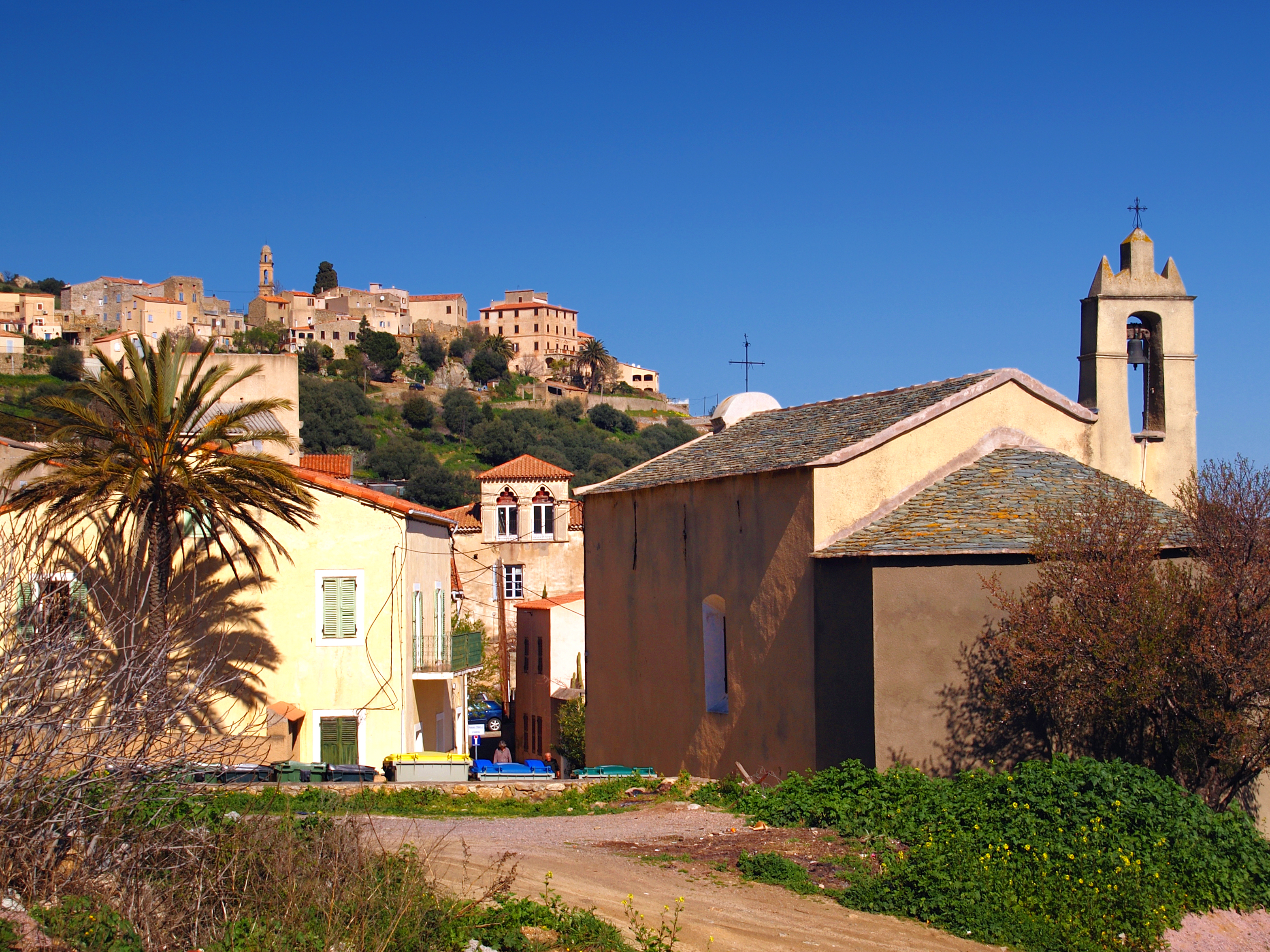
Verkündigungskapelle
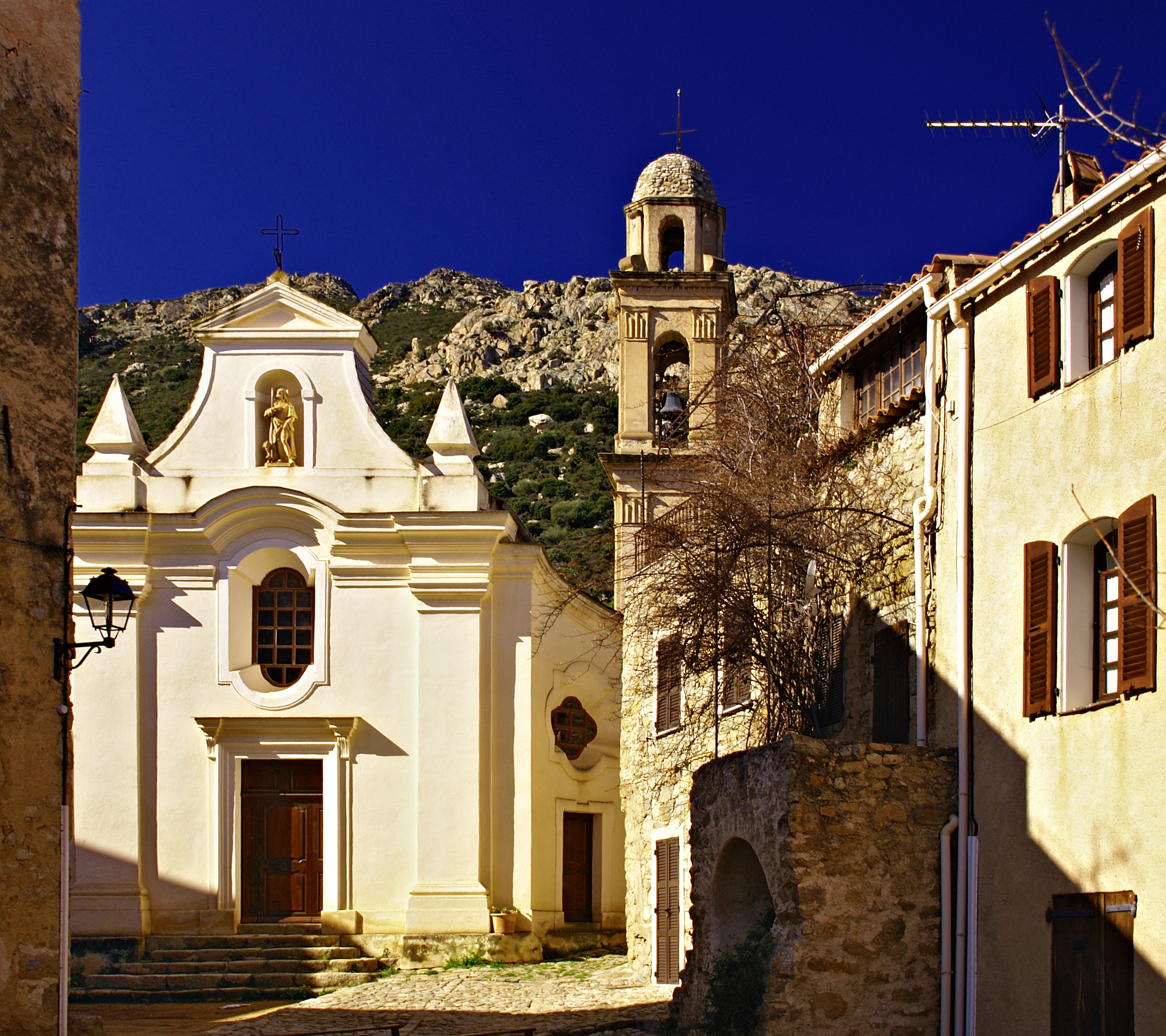
Kirche San Roccu (Saint-Roch)
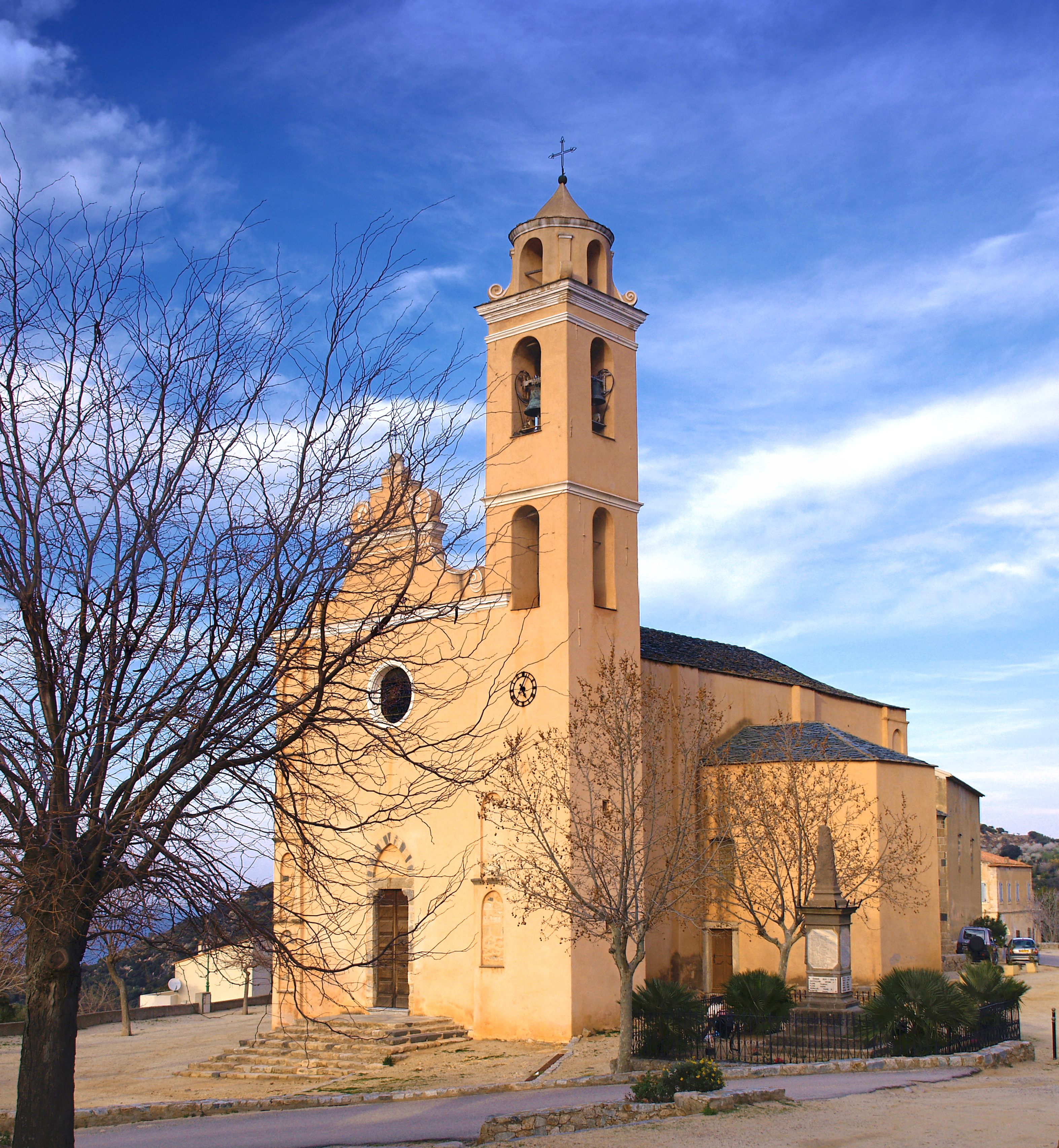
Kirche Santa-Reparata
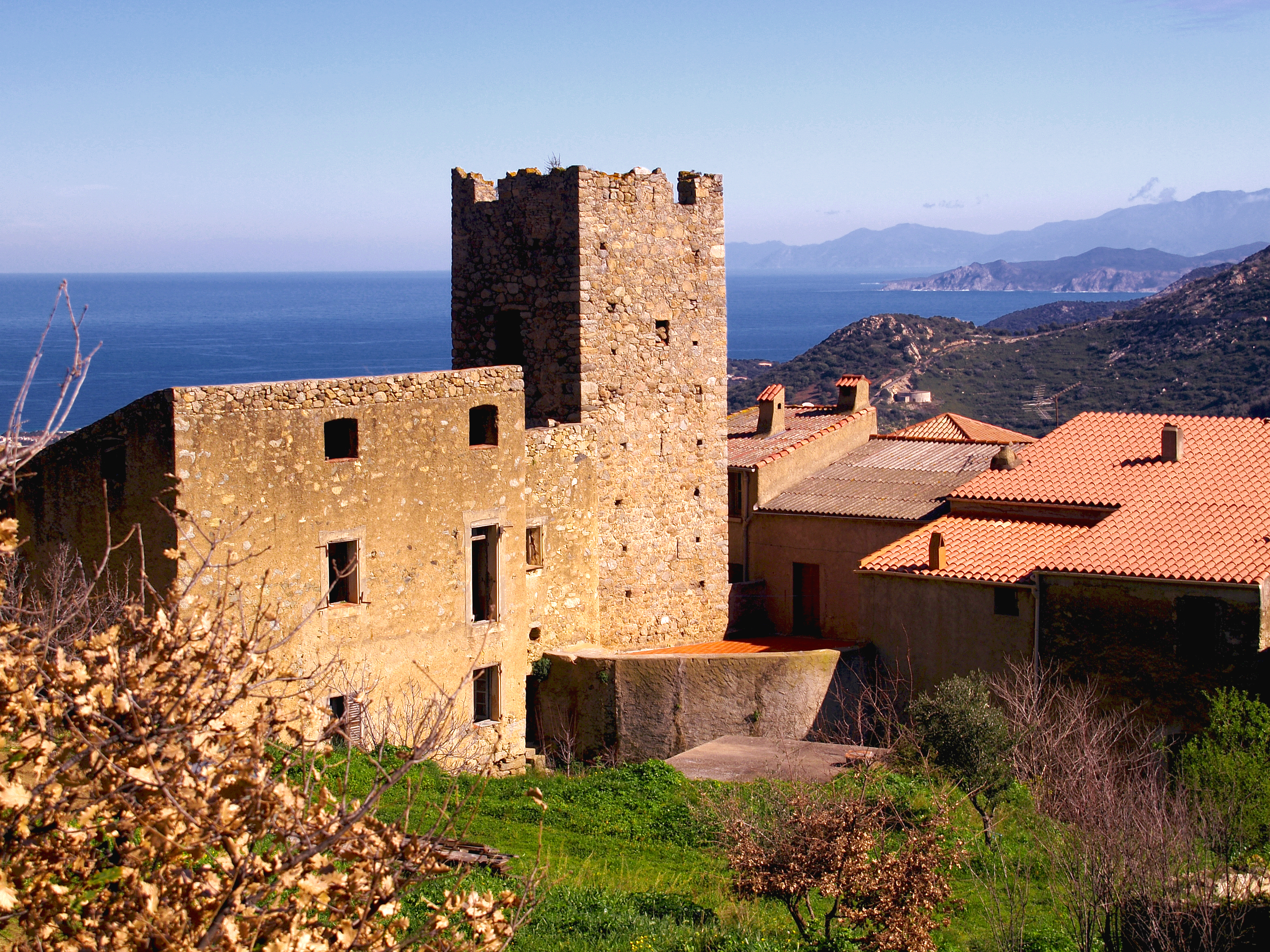
Genueserturm Tour de Palmento